# Le Chant du départ (pel·lícula)
Le Chant du départ és una pel·lícula francesa dirigida per Pascal Aubier, estrenada el 1975. Aquesta és una de les primeres pel·lícules on s'utilitza la Louma, una mena de grua on es fixa la càmera.

## Sinopsi
A la seva casa suburbana, Madame Vaussart reuneix un grup de solitaris cada dimecres. Tothom intenta oblidar els seus problemes, els seus complexos, la seva tristesa. Entre el senyor Michel, molt tímid, la senyora Lebris, una antiga actriu, un antic soldat colonial i uns quants més, aviat va néixer un projecte. S'armen i organitzen una caça humana de la qual, voluntàriament, ningú en sortirà amb vida.

## Repartiment
- Rufus : Michel
- Brigitte Fossey : Marguerite
- Germaine Montero : Mme Lebris
- Michel de Ré : Alain
- Paulette Frantz : Mme Vaussart
- Jean-Claude Rémoleux : Boulard
- Jacques Rispal : Guitton

## Producció
La pel·lícula havia estat inicialment classificada X, però finalment només estarà prohibida per als menors de 13 anys després d'una campanya de premsa.